# 2004年アテネオリンピック
2004年アテネオリンピック（2004ねんアテネオリンピック）は、2004年8月13日から8月29日までの17日間、ギリシャの首都アテネで開催されたオリンピック競技大会。アテネ五輪、アテネ2004（Athens 2004、Αθήνα 2004）などと呼称される。
夏季オリンピックとしては21世紀に入って最初の大会である。アテネで開催するのは、1896年の第1回大会以来、108年ぶり2回目。メイン会場はアテネオリンピックスポーツコンプレックス。

## 大会開催までの経緯
1997年9月5日に行われたIOC総会で開催が決定。アテネは近代オリンピック開催100周年を記念して1996年大会の開催都市に立候補したが、アトランタに敗れていた。また、1回目の最低得票がケープタウンとブエノスアイレスの2都市になったために、2回目は落選都市決定戦という形で行なわれた。
| 都市             | 国               | 1回目 | 2回目 | 3回目 | 4回目 | 5回目 |
| ---------------- | ---------------- | ----- | ----- | ----- | ----- | ----- |
| アテネ           | ギリシャ         | 32    | -     | 38    | 52    | 66    |
| ローマ           | イタリア         | 23    | -     | 28    | 35    | 41    |
| ケープタウン     | 南アフリカ共和国 | 16    | 62    | 22    | 20    | -     |
| ストックホルム   | スウェーデン     | 20    | -     | 19    | -     | -     |
| ブエノスアイレス | アルゼンチン     | 16    | 44    | -     | -     | -     |

## 大会マスコット
双子の神と言う設定。
- （姉）アテナ（もしくはアティナ）
- （弟）フィボス

古代ギリシャ神話に登場する人物（神）がモチーフで、アテナはアテーナー、フィボスはアポローンがモチーフ。

## ハイライト

### 開会式
オリンピックの開会式では選手入場の際にギリシャを先頭として開催国の公用語での表記に基づく順で出場国の選手団が行進し最後に開催国の選手団が入場するのが慣例となっているが、この大会ではギリシャが開催国だったため、先頭にギリシャ国旗のみを行進させ続いてギリシア語に基づくギリシア文字のアルファベット順（α、β、γで始まり、χ、ψ、ωで終わる）に出場国の選手団が行進し、最後にギリシャの選手団が入場した。北朝鮮と韓国の選手団は合同入場を行っている。入場順はこちらを参照。

### 表彰式
各メダリストには、メダルの他に古代オリンピックに倣いオリーブの枝で作った葉冠が贈られた。180個程度がアテネ市内の花屋によって作られたもので、オリーブの他にギリシャに自生している草花をあしらった一つひとつ手作りの品であった。オリンピック発祥の国ならではの演出であったが、「選手たちがそれぞれ帰国した際に税関での検疫で回収されるのでは」と懸念する声もあった。実際に検疫に引っ掛かることはなかったようである。また、金・銀・銅の各メダル制作はアテネにある高級宝飾品店ゾロタスが担当した。
なお、会期の最終日に行われる男子マラソンの表彰式は、本大会より閉会式の中で行われるようになった。

### 閉会式
中華人民共和国で4年後に開催される2008年北京オリンピックへの引き継ぎ式で、IOCのジャック・ロゲ会長から北京市の王岐山市長にオリンピック旗が手渡され、8分間の紹介演技では張芸謀が演出総監督を務めた。

### 各競技のハイライト

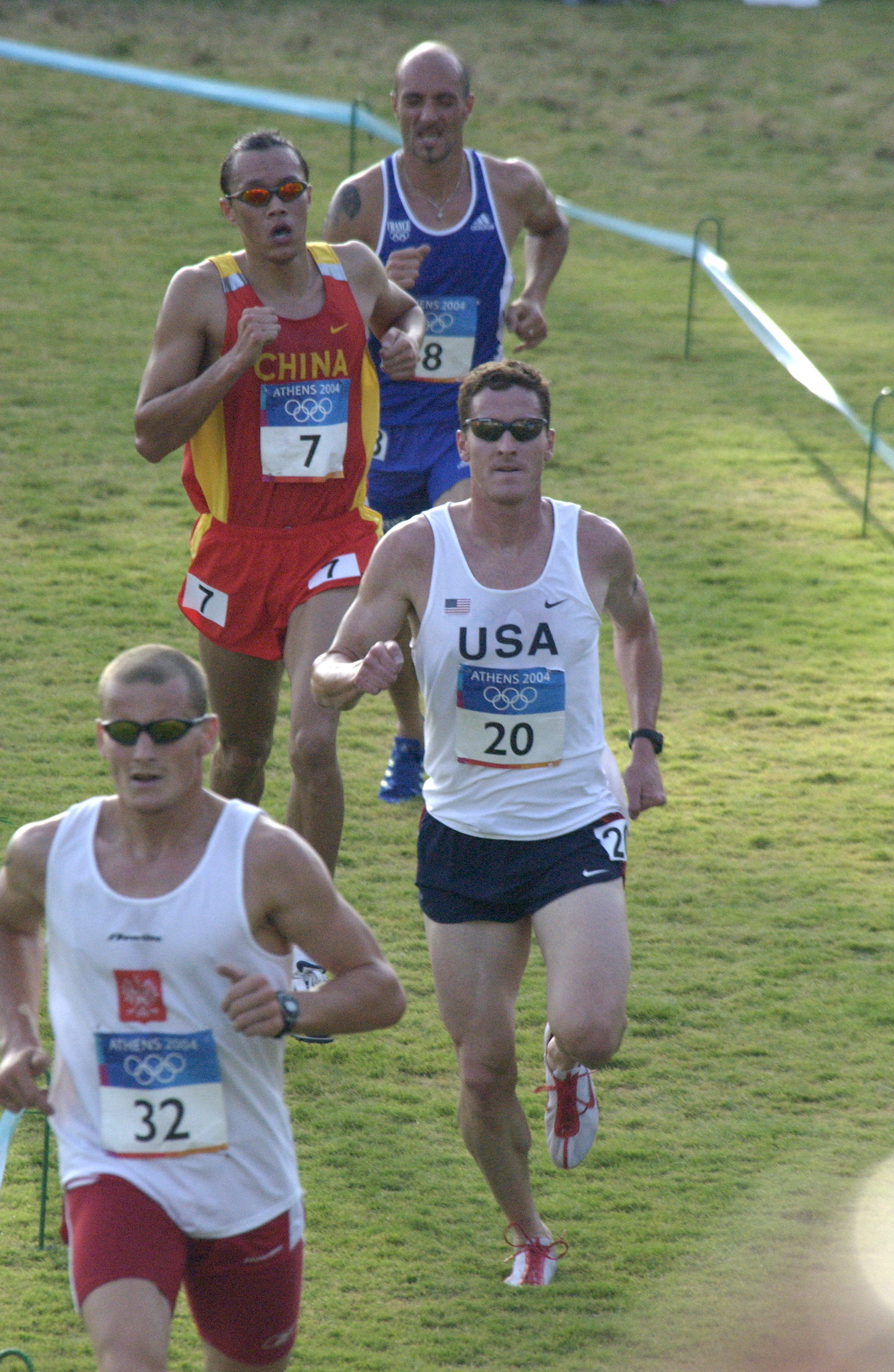
近代五種競技

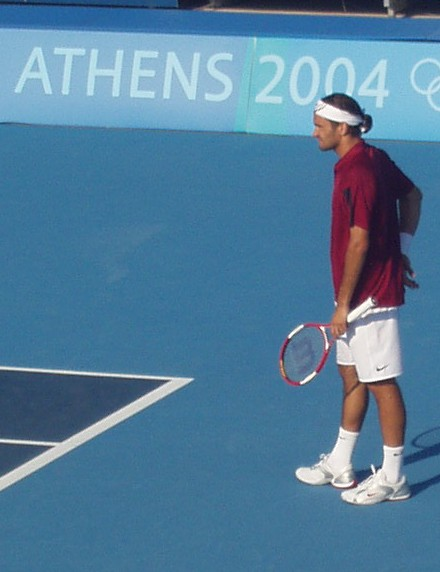
テニス競技

- 柔道男子60kg級で日本の野村忠宏が前人未到の3大会連続で金メダルを獲得し、また女子48kg級で同じく日本の谷亮子が2大会連続の金メダル（メダル獲得は4大会連続）を獲得した。このほか、日本勢は男女合わせて8階級を制覇した。
- 体操競技男子跳馬において、スペインのヘルバシオ・デフェルがシドニー大会に続いて2連覇を達成、男子団体総合では日本が28年ぶりの金メダルを獲得した。
- モロッコの陸上競技選手・ヒシャム・エルゲルージが1500mにおいて3大会目の出場で悲願の金メダルを獲得。
- チャイニーズタイペイのテコンドー選手・陳詩欣が49kg級でチャイニーズタイペイとして初の金メダルを獲得した。
- 男子サッカーではアルゼンチンが初優勝し、アルゼンチンの金メダルは全種目を通じて52年ぶりとなった。銀メダルのパラグアイは全種目を通じてオリンピック初のメダル獲得、銅メダルのイタリアはサッカーでの68年ぶりのメダル獲得となった。
- 女子バレーボールで中国が1984年ロサンゼルスオリンピック以来20年ぶりの優勝を果たした。
- 女子ハンドボールではデンマークが3大会連続の優勝を果たした。
- 男子バスケットボールではアメリカのドリームチームが初めて金メダルを逃した。アメリカを破った勢いで、アルゼンチンが金メダルを獲得した。
- 中国の劉翔が陸上競技110メートルハードルにおいて12秒91の世界タイ記録で優勝、アジア勢初のトラック競技での金メダル獲得となった。
- 陸上競技男子100mでは、アメリカのモーリス・グリーンが連覇を逃した。金メダルは同じアメリカのジャスティン・ガトリンが獲得した。
- 男子4×100mリレー、男子4×400mリレーでは、日本がメダルには届かなかったものの、それぞれ過去最高の4位で入賞した。
- 男子ハンマー投で優勝したハンガリーのアドリアン・アヌシュが試合後のドーピング検査を拒否し失格となり、金メダル剥奪処分となった。代わって2位だった日本の室伏広治が繰上げで金メダルを獲得した。
- 男子マラソンでは、ブラジルのバンデルレイ・デ・リマが先頭だった35km地点過ぎで乱入してきたニール・ホランにコース外へ押し出されて約10秒間のロス、大きくリズムを崩すも3位でゴールした。国際オリンピック委員会は、スポーツマンシップを讃えるとしてピエール・ド・クーベルタン・メダルを授与した。女子マラソンでは日本の野口みずきが優勝した。

## 実施競技と日程表
| 競技 - 種別 / 日付                | 11 | 12 | 13 | 14 | 15 | 16 | 17 | 18 | 19 | 20 | 21 | 22 | 23 | 24 | 25 | 26 | 27 | 28 | 29 |
| --------------------------------- | -- | -- | -- | -- | -- | -- | -- | -- | -- | -- | -- | -- | -- | -- | -- | -- | -- | -- | -- |
| 開閉会式                          |    |    | •  |    |    |    |    |    |    |    |    |    |    |    |    |    |    |    | •  |
| 陸上競技                          |    |    |    |    |    |    |    | •  |    | •  | •  | •  | •  | •  | •  | •  | •  | •  | •  |
| 水泳 - 競泳                       |    |    |    | •  | •  | •  | •  | •  | •  | •  | •  |    |    |    |    |    |    |    |    |
| 水泳 - 飛込                       |    |    |    | •  |    | •  |    |    |    | •  | •  | •  | •  | •  | •  | •  | •  | •  |    |
| 水泳 - 水球                       |    |    |    |    | •  | •  | •  | •  | •  | •  | •  | •  | •  | •  | •  | •  | •  |    | •  |
| 水泳 - シンクロナイズドスイミング |    |    |    |    |    |    |    |    |    |    |    |    | •  | •  | •  | •  | •  |    |    |
| サッカー                          | •  | •  |    | •  | •  |    | •  | •  |    | •  | •  |    | •  | •  |    | •  | •  | •  |    |
| テニス                            |    |    |    |    | •  | •  | •  | •  | •  | •  | •  | •  |    |    |    |    |    |    |    |
| ボート                            |    |    |    | •  | •  | •  | •  | •  | •  |    | •  | •  |    |    |    |    |    |    |    |
| ホッケー                          |    |    |    | •  | •  | •  | •  | •  | •  | •  | •  | •  | •  | •  | •  | •  | •  |    |    |
| ボクシング                        |    |    |    | •  | •  | •  | •  | •  | •  | •  | •  | •  | •  | •  | •  |    | •  | •  | •  |
| バレーボール                      |    |    |    | •  | •  | •  | •  | •  | •  | •  | •  | •  | •  | •  | •  | •  | •  | •  | •  |
| 体操                              |    |    |    | •  | •  | •  | •  | •  | •  | •  | •  | •  | •  | •  |    | •  | •  | •  | •  |
| バスケットボール                  |    |    |    | •  | •  | •  | •  | •  | •  | •  | •  | •  | •  | •  | •  | •  | •  | •  |    |
| レスリング                        |    |    |    |    |    |    |    |    |    |    |    | •  | •  | •  | •  | •  | •  | •  | •  |
| セーリング                        |    |    |    | •  | •  | •  | •  | •  | •  | •  | •  | •  | •  | •  | •  | •  |    | •  |    |
| ウエイトリフティング              |    |    |    | •  | •  | •  |    | •  | •  | •  | •  |    | •  | •  | •  |    |    |    |    |
| ハンドボール                      |    |    |    | •  | •  | •  | •  | •  | •  | •  | •  | •  | •  | •  |    | •  | •  | •  | •  |
| 自転車競技                        |    |    |    | •  | •  |    |    | •  |    | •  | •  | •  | •  | •  | •  |    | •  | •  |    |
| 卓球                              |    |    |    | •  | •  | •  | •  | •  | •  | •  | •  | •  | •  |    |    |    |    |    |    |
| 馬術                              |    |    |    |    | •  | •  | •  | •  |    | •  | •  | •  | •  | •  | •  |    | •  |    |    |
| フェンシング                      |    |    |    | •  | •  | •  | •  | •  | •  | •  | •  | •  |    |    |    |    |    |    |    |
| 柔道                              |    |    |    | •  | •  | •  | •  | •  | •  | •  |    |    |    |    |    |    |    |    |    |
| ソフトボール                      |    |    |    | •  | •  | •  | •  | •  | •  | •  |    | •  | •  |    |    |    |    |    |    |
| バドミントン                      |    |    |    | •  | •  | •  | •  | •  | •  | •  | •  |    |    |    |    |    |    |    |    |
| 射撃                              |    |    |    | •  | •  | •  | •  | •  | •  | •  | •  | •  |    |    |    |    |    |    |    |
| 近代五種                          |    |    |    |    |    |    |    |    |    |    |    |    |    |    |    | •  | •  |    |    |
| カヌー                            |    |    |    |    |    |    | •  | •  | •  | •  |    |    | •  | •  | •  | •  | •  | •  |    |
| アーチェリー                      |    |    |    |    | •  | •  | •  | •  | •  | •  | •  |    |    |    |    |    |    |    |    |
| 野球                              |    |    |    |    | •  | •  | •  | •  |    | •  | •  | •  |    | •  | •  |    |    |    |    |
| テコンドー                        |    |    |    |    |    |    |    |    |    |    |    |    |    |    |    | •  | •  | •  | •  |
| トライアスロン                    |    |    |    |    |    |    |    |    |    |    |    |    |    |    | •  | •  |    |    |    |
| 競技名 / 日付                     | 11 | 12 | 13 | 14 | 15 | 16 | 17 | 18 | 19 | 20 | 21 | 22 | 23 | 24 | 25 | 26 | 27 | 28 | 29 |

- 公開競技：車椅子レース[要出典]

## 国・地域別メダル獲得数
| 順 | 国・地域       | 金 | 銀 | 銅 | 計  |
| -- | -------------- | -- | -- | -- | --- |
| 1  | アメリカ合衆国 | 36 | 39 | 27 | 102 |
| 2  | 中国           | 32 | 17 | 14 | 63  |
| 3  | ロシア         | 27 | 27 | 38 | 92  |
| 4  | オーストラリア | 17 | 16 | 16 | 49  |
| 5  | 日本           | 16 | 9  | 12 | 37  |
| 6  | ドイツ         | 13 | 16 | 20 | 49  |
| 7  | フランス       | 11 | 9  | 13 | 33  |
| 8  | イタリア       | 10 | 11 | 11 | 32  |
| 9  | 韓国           | 9  | 12 | 9  | 30  |
| 10 | イギリス       | 9  | 9  | 12 | 30  |

参考
| 順 | 国・地域           | 金 | 銀 | 銅 | 計 |
| -- | ------------------ | -- | -- | -- | -- |
| 15 | ギリシャ（開催国） | 6  | 6  | 4  | 16 |

- メダルを獲得した国・地域の数 :75
- ドーピングによる失格選手数 :24人（メダル剥奪は金3、銀1、銅3の7人）
- 日本人メダル総数：男子20個、女子17個

## 競技会場
競技施設の建設をはじめとする準備は、事前の計画より大きく遅れ、2年前の段階で4割程度と進捗率は低いままであった。急遽、水泳センターを屋外化するなど設計変更による簡略化が図られたが、それでも開会式当日まで間に合わず、工事が続く施設が相次いだ。こうした準備不足は、後年、IOC関係者がアテネの有様を他の大会の準備状況の物差しに使うなど、語り草となっている。

### アテネ
- アテネオリンピックスポーツコンプレックス（OAKA）
  - オリンピックスタジアム：開・閉会式、陸上、サッカー[9]
  - オリンピック水泳センター（英語版、ギリシア語版）：競泳、飛込、シンクロナイズドスイミング、水球[10]
  - オリンピックテニスセンター（英語版、ギリシア語版）：テニス[11]
  - オリンピック自転車競技場（英語版、ギリシア語版）：自転車（トラック）[12]
  - オリンピックホール（英語版、ギリシア語版）：体操、トランポリン、バスケットボール（決勝トーナメント）[13]
- エリニコ・オリンピック・コンプレックス（HOC）
  - フェンシングホール（英語版、ギリシア語版）：フェンシング[14]
  - インドアアリーナ（英語版、ギリシア語版）：バスケットボール（予選ラウンド）、ハンドボール（スケジュール後半）[14]
  - オリンピック・ベースボール・センター：野球[15]
  - オリンピックカヌー/カヤックスラロームセンター（英語版、ギリシア語版）：カヌー（スラローム）[16]
  - オリンピックホッケーセンター（英語版、ギリシア語版）：ホッケー[17]
  - オリンピックソフトボール場（英語版、ギリシア語版）：ソフトボール[18]
- ファリロ・コースタルゾーン・オリンピック・コンプレックス（英語版、ギリシア語版）（FCO）
  - オリンピックビーチバレーボールセンター（英語版、ギリシア語版）：バレーボール（ビーチバレー）[19]
  - スポーツ・パビリオン（英語版、ギリシア語版）：ハンドボール（スケジュール前半）、テコンドー[20]
  - 平和友好競技場（英語版、ギリシア語版）（ピースアンドフレンドシップスタジアム）：バレーボール[21]
- グディ・オリンピック・コンプレックス（英語版）（GCO）[22]
  - グディ・オリンピック・ホール（英語版、ギリシア語版）：バドミントン、近代五種（射撃、フェンシング）
  - オリンピック近代五種センター（英語版）：近代五種（馬術、水泳、ラン）
- マルコプロ・オリンピック・コンプレックス（英語版）
  - マルコプロ・オリンピック馬術センター（英語版）：馬術[23]
  - マルコプロ・オリンピック射撃センター（英語版）：射撃（クレー、ライフル）[24]
- アジオス・コスマス・オリンピック・セーリング・センター（英語版）：セーリング[25]
- ガラツィ・オリンピック・ホール（英語版、ギリシア語版）：卓球、体操（新体操）[26]
- コジア広場（英語版、ギリシア語版）：自転車（ロードレース）
- パナシナイコスタジアム：アーチェリー、陸上（マラソンゴール地点）[27]
- パルニサ・オリンピック・マウンテンバイク会場（英語版）：自転車（マウンテンバイク）[28]
- ペリステリ・オリンピック・ボクシング・ホール（英語版）：ボクシング[29]

### アテネ近郊
- 西アッティカ県
  - アノ・リオシア・オリンピック・ホール（英語版、ギリシア語版）：レスリング、柔道[30]
- 東アッティカ県
  - マラトン：陸上（マラソンスタート地点）
  - スキニアス・オリンピック・ボート・アンド・カヌー・センター（英語版）：ボート、カヌー（スプリント）[31]
  - ヴリアグメニ・オリンピック・センター（英語版、ギリシア語版）：トライアスロン、自転車（個人ロードタイムトライアル）[32]
- ピレウス県
  - ニケア・オリンピック・ウエイトリフティング・ホール（英語版、ギリシア語版）：ウエイトリフティング[33]
  - カライスカキス・スタジアム：サッカー

### その他都市
- アルヘア・オリンビア - オリンピア：陸上（砲丸投げ）
- テッサロニキ - カフタンゾグリオ・スタジアム（英語版、ギリシア語版）：サッカー
- パトラ - パンペロポニシアコ・スタジアム（英語版、ギリシア語版）：サッカー
- イラクリオン - パンクリティオ・スタジアム：サッカー
- ヴォロス - パンテサリコ・スタジアム：サッカー

オリンピック終了後、年間1億ユーロかかる維持費を抑制するため、ギリシャ政府は商用施設への転換を図り、2005年、施設を管理する国営企業のハジエマニュエル会長により、競技施設などの運営、管理を民間企業に委託して、エーゲ海沿いのファリロン会場にゴルフ場やテーマパークなどの複合施設の建設、国際放送センターを博物館にしようとする方針が示された。しかし、施設の売却が進まないまま、経済危機を迎えて、ファリロンのスタジアムなどは雑草が生い茂っている。

## 大会規模
- 運営費 :70億ユーロを超えるといわれる。（当初予算総額46億ユーロ）
- 放送権料 :日本（1億5500万ドル）、アメリカNBC（7億9300万米ドル）
- チケット販売数 :360万枚（総数530万枚）

## テレビ放送
- アテネオリンピック放送機構（Athens Olympic Broadcasting）を通じて、全世界に向けて放送。放送機材等はワールドワイドパートナーであるパナソニックが担当。
- ギリシャ国内では、ギリシャ国営放送 (ERT) の各チャンネルが生中継を中心に放送したが、その他の放送局では放送権の関係でダイジェスト番組も含め一切放送されなかった。

### ハプニング
- テレビ朝日系が8月16日に放送されたが、女子ソフトボール・予選「日本-アメリカ」戦が前試合による試合開始遅延や延長戦のため、女子バレーボール・予選「日本-イタリア」戦の試合開始までに決着が付かず、女子バレーは第1セットの途中から放送した。また、同じ日にNHKが野球・予選「日本-オランダ」戦の途中で「体操・男子団体決勝」に切り替えた。
- 8月22日の女子マラソンは、地上波ではTBS系列で放送され、放送が深夜ながらも20%の高視聴率を獲得したが、同時間帯に地上デジタルではNHKで放送され、TBSを含む各在京キー局の社長から批判が相次いだために、2006年トリノオリンピック以後の五輪中継およびハイライトの負担割合がこれまでのNHK75%・民放25%からNHK70%・民放30%に修正された。
- 8月21日の野球「日本-チャイニーズタイペイ」戦延長のため、日テレ系列（UMK・OTVを除く）の24時間テレビの放送開始が若干遅れて、24時間テレビのメイン会場の日本武道館の観客からブーイングが起きた。さらに、翌日（8月22日）にテレビ宮崎も「24時間テレビ」の終了時間が延長し、深夜1時にテレビ朝日受けの中継が入った関係上、その前の『NNNきょうの出来事』の途中で飛び降りし、そのまま「オリンピック中継」に入った。